# Masacre del sábado por la noche
La Masacre del sábado por la noche (Saturday Night Massacre) fue el término usado por comentaristas políticos para referirse al despido por parte del presidente de los Estados Unidos, Richard Nixon, del fiscal especial independiente Archibald Cox, lo que dio pie a las renuncias del fiscal general Elliot Richardson y del fiscal general adjunto William Ruckelshaus el 20 de octubre de 1973, durante el escándalo Watergate.

## Historia

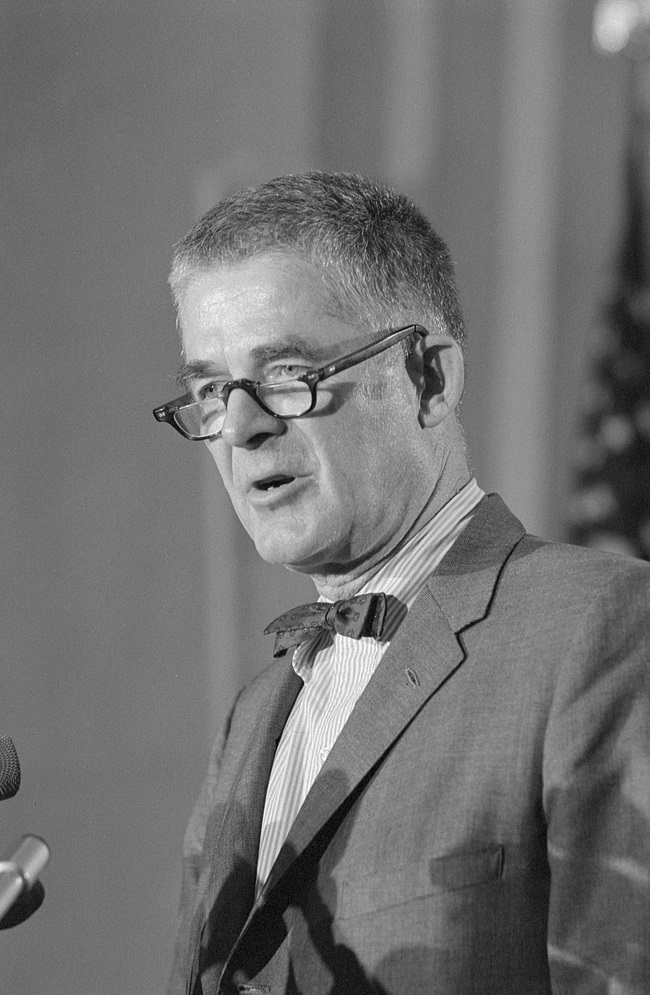
Archibald Cox.

Richardson nombró a Cox fiscal especial independiente en mayo de ese año, después de haber garantizado al Comité Judicial de la Cámara de Representantes que asignaría un Fiscal Especial para investigar los eventos relacionados con el allanamiento en el edificio Watergate el 17 de junio de 1972. El cargo fue creado como un puesto de carrera reservado en el Departamento de Justicia, lo que significaba (a) que estaba bajo la autoridad del fiscal general, y (b) el titular no podía ser removido por otra razón que no fuera "por causa justificada" (P.ej. conducta impropia o conducta oficial impropia). En su audiencia de confirmación ante el Senado estadounidense, Richardson tuvo que dar su promesa explícita de que no usaría su autoridad para despedir al Fiscal Especial del caso Watergate, a menos que fuera "por causa justificada".
Cuando Cox emitió un mandamiento al Presidente Nixon, para que entregara copias de las conversaciones grabadas en la Oficina Oval, el presidente se rehusó. El viernes 19 de octubre de 1973, Nixon ofreció lo que más tarde se conocería como el Compromiso Stennis (Stennis Compromise) donde le pedía al Senador John C. Stennis que revisara y resumiera las grabaciones para la Oficina del Fiscal Especial. Ya que era conocido que Stennis tenía problemas de audición, Cox rechazó el compromiso esa tarde y se creía que habría un receso en las actuaciones legales mientras las oficinas gubernamentales estaban cerradas por el fin de semana.
Sin embargo, al siguiente día (sábado) Nixon le ordenó al fiscal general que despidiera a Cox, Richardson se negó y renunció en protesta. Entonces Nixon le ordenó al fiscal general adjunto William Ruckelshaus que despidiera a Cox, el cual también se negó y renunció.
Nixon entonces le ordenó al procurador general, Robert Bork (en su calidad de titular del Departamento de Justicia), que despidiera a Cox. Tanto Richardson como Ruckelshaus habían dado garantías personales a los comités de vigilancia del Congreso que ellos no interferirían, pero Bork no hizo lo mismo. A pesar de que Bork más tarde declararía que él creía que la orden de Nixon era válida y apropiada, él todavía consideró renunciar para evitar ser "percibido como un hombre que hace lo que el Presidente ordena para conservar mi trabajo". No obstante, una vez trasladado a la Casa Blanca en limusina y habiendo jurado como fiscal general interino, Bork escribió la carta despidiendo a Cox.
La Casa Blanca declaró haber despedido a Ruckelshaus, pero en el artículo del Washington Post del día siguiente se publicó "La carta del Presidente a Bork, también dice que Ruckelshaus renunció".
El 14 de noviembre de 1973, el juez federal de Distrito Gerhard A. Gesell falló que el despido de Cox fue ilegal, en ausencia de pruebas de conducta impropia extraordinaria como se encontraba especificado en la regulación que establecía la oficina del fiscal especial. El Congreso se encontraba enfurecido por la situación, la cual fue vista como un grave abuso del poder presidencial. El público envió un número muy grande de telegramas, tanto a la Casa Blanca como al Congreso. A menos de una semana de la Masacre del Sábado por la Noche, una encuesta de Oliver Quayle para NBC News, mostró que un gran número de ciudadanos de los Estados Unidos, apoyaba el Juicio Político contra Nixon, con 44% a favor, 43% en contra, y un 13% de indecisos, con un margen de error de 2 a 3 por ciento. En los días que siguieron, numerosas solicitudes de Juicio Político en contra del presidente fueron presentadas ante el Congreso.

## Impacto y legado

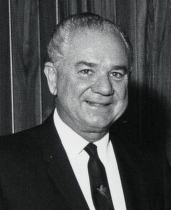
Leon Jaworski

Nixon fue obligado a permitir que Bork nombrara a un nuevo fiscal especial, Leon Jaworski, para continuar con la investigación. Existía la duda de si Jaworski se limitaría a investigar solo el allanamiento de Watergate, o si seguiría el camino de Cox e investigaría actividades corruptas más amplias, como "Los Plomeros de la Casa Blanca". Como se vería después, Jaworski si investigaría dichas actividades corruptas más amplias.
Mientras que Nixon continuaba negándose a entregar las grabaciones, accedió a liberar transcripciones de muchas de ellas. Nixon mencionó el hecho de que cualquier audio concerniente a información de seguridad nacional, tendría que ser editada de las grabaciones. Hubo una controversia el 7 de noviembre, cuando se encontró, que una porción de 18 minutos y medio había sido borrada de las grabaciones. La secretaria de Nixon, Rose Mary Woods, dijo que borró la grabación al apretar el pedal equivocado de su grabadora cuando contestaba el teléfono. El análisis forense determinaría que la cinta había sido borrada en varios segmentos, por lo menos 5 y tal vez hasta 9.
La presidencia de Nixon sucumbiría debido a la creciente presión del escándalo y su encubrimiento. Ante la certeza de la inminencia de ser removido a través de un juicio político y posterior condena, Nixon renunció el 9 de agosto de 1974. El Acta de Ética Gubernamental de 1978 fue resultado directo de la Masacre del Sábado por la Noche.
En sus memorias póstumas, Bork declaró que Nixon le prometió el siguiente puesto disponible en la Suprema Corte, como recompensa por su papel en los despidos. Nixon fue incapaz de cumplir después de su renuncia, sin embargo Ronald Reagan nominó a Bork para la Suprema Corte en 1987, pero fue rechazado por el Senado.